# 惡爛狂人
《惡爛狂人》（英語：PG: Psycho Goreman，或只稱）是一部2020年加拿大科幻恐怖喜劇片，由史蒂芬·卡斯坦斯基執導兼編劇，講述一對小兄妹（妮塔-喬西·漢納和歐文·邁爾飾演）不知不覺中復活了一位遠古外星霸主（馬修·尼納貝爾飾演、史蒂文·布拉霍斯配音），為了阻止後者的邪惡計畫，兄妹倆利用寶石來令對方服從。
故事概念取自導演卡斯坦斯基的兒時觀影經歷，再加上結合80至90年代科幻恐怖片與家庭冒險片的構想。在朋友的幫助下，卡斯坦斯基為電影拉到投資，並花了近兩年的開發及主要製作；與卡斯坦斯基過往的作品一樣，電影以低成本製作，幕後特效部門出身的他也親自設計和製作怪物道具服。電影2021年1月22日在加拿大和美國院線上映，同時上線VOD，3月16日發售限量版DVD和藍光。《惡爛狂人》在影評界以正面評價佔主流，特效、80年代風格和創意受到讚譽，快速在恐怖圈中建立邪典電影地位。

## 劇情
小兄妹咪咪和路克玩完自製遊戲「瘋狂球」（Crazy Ball）後，勝者咪咪霸道地要求路克挖洞，但意外發現了一顆奇怪的發光寶石。那天晚上，一名外星怪物從洞裡現身，殺了附近舊鞋廠的一群小偷。隔日，咪咪和路克循線在工廠找到了怪物，對方稱自己是企圖摧毀銀河系而遭囚禁在地球上的外星戰神——「夢魘大公」（Arch-Duke of Nightmares）。咪咪擁有寶石，掌握了怪物的控制權。咪咪將他命名為「精神病高曼」（或簡稱），並要求聽命於自己。與此同時，一群被稱為「行星聯盟」（Planetary Alliance）的外星人發現已逃離囚禁，決定派出高貴的戰士兼的死敵「聖殿騎士」（The Templars）成員潘朵拉來阻止。潘朵拉殺了一名人類女子並奪取外表來喬裝自己，前往地球。
咪咪和路克將朋友阿拉斯泰爾介紹給。告訴三人，自己在家鄉吉格克斯（Gigax）星球上成為聖殿騎士的奴隸，為他們的神建造寺廟，直到他發現了能賦予自身強大力量的寶石而擺脫現狀。他組建了「黑曜石聖騎士」（The Paladins of Obsidian）軍隊並推翻了聖殿騎士，但自己則變得嗜血，發誓要毀滅銀河系，直到被聖殿騎士和行星聯盟聯手竊取寶石並封印。當三名小孩離開時，利用電視向黑曜石聖騎士發出求救訊號。阿拉斯泰爾來到咪咪和路克的家吃晚飯，但迷戀阿拉斯泰爾的咪咪被想一起玩電子遊戲的男生們孤立；感到生氣的她呼叫到家中，命令將阿拉斯泰爾變成自己的玩伴，但卻將他變異成了一隻大型大腦生物。兄妹的父母葛瑞格與蘇珊發現了，咪咪將對方介紹給父母；之後咪咪強迫陪家人生活了一段時間。
透過噩夢與路克私下交流，要求從咪咪身上偷回寶石並還給他，願意饒過路克一命，但路克因害怕咪咪而拒絕。隔日，咪咪和路克教玩瘋狂球時，兩名員警前來制伏，但其中一人遭變異成「生化警察」（Bio-cop），嚇跑另一名員警；來到地球的潘朵拉審問那名驚魂未定的員警。在樹林裡散步時，咪咪開玩笑地命令殺死路克，令他很不高興。黑曜石聖騎士現身，命令他們殺死咪咪和路克，救出自己；但聖騎士們卻決定與聖殿騎士合作推翻他。咪咪為了懲罰的背叛，下命阻止他反擊，任由聖騎士毒打。直到在咪咪的強迫下致歉，才得以反擊，殺光了對手和生化警察，並以「戰士之死」的名義生吃了聖騎士的現任領袖；但也在戰鬥中受傷。
葛瑞格的懶惰讓自己與妻子蘇珊起爭執。葛瑞格獨自收到的異象，被迫前往樹林接應他和兄妹倆。潘朵拉和蘇珊在家門前等著他們回來；蘇珊建議交出，路克反抗咪咪，站在蘇珊和潘朵拉一邊。葛瑞格決定與咪咪一起帶走，躲到鞋廠。潘朵拉現出真身並將蘇珊變成一名全副武裝的戰士以協助擊敗。在鞋廠，需要寶石來治愈，願意以此交換咪咪一家的性命，但咪咪卻發現寶石已不在身上。潘朵拉、蘇珊和路克抵達鞋廠，發現路克偷了寶石。兄妹倆為寶石而戰，而蘇珊和葛瑞格則為彼此的婚姻大打出手。路克說服咪咪，寶石和已腐化了她的心。
根據聖殿騎士的守則向潘朵拉發起挑戰，同時允許咪咪選擇戰鬥。咪咪選擇了瘋狂球，雙方展開遊戲，最後由咪咪隊取勝。潘朵拉仍執意朝和咪咪進攻，蘇珊拯救了咪咪，但隨即被憤怒的潘朵拉變回了人類。路克和咪咪和解，與葛瑞格一起唱了一首歌，並將寶石交給了，使他治癒了傷勢並恢復神力。擊敗潘朵拉，同時報上自己的新名號，並對她上演了「戰士之死」。將寶石還給咪咪，自稱目睹了一家人對彼此的感情後以愛為動力，藉此來摧毀銀河系，但承諾饒過他們一家子。告別後抵達地球其他地方開始摧毀城鎮。與此同時，阿拉斯泰爾仍以變異生物的姿態生活，電視上都在報導巨人化的與軍隊作戰；在遙遠的星系，行星聯盟討論在抵達前誰要先自殺。

## 演員
- 妮塔-喬西·漢納（Nita-Josee Hanna）飾演咪咪（Mimi）[3]
- 歐文·邁爾（Owen Myre）飾演路克（Luke）[3]
- 馬修·尼納貝爾（Matthew Ninaber）飾演精神病高曼（Psycho Goreman，或簡稱）[3][4]
  - 史蒂文·布拉霍斯（Steven Vlahos）配音精神病高曼[4]
- 亞當·布魯克（Adam Brooks）飾演葛瑞格（Greg）[3]
- 亞莉西絲·漢西（Alexis Hancey）飾演蘇珊（Susan）[5]
- 史柯特·弗林特（Scout Flint）飾演阿拉斯泰爾（Alastair）[6]
- 克莉絲汀·馬古洛奇（Kristen MacCulloch）飾演潘朵拉（Pandora）／方尖碑女王（Queen Obelisk）／阿拉斯泰爾之母[5]
  - 安娜·蒂爾尼（Anna Tierney）配音潘朵拉[7]
- 瑞斯·普利斯萊（Reece Presley）飾演查德（Chad）[8]
- 瑞奇·伊凡斯（英语：Red Letter Media）飾演死亡捕手（Death Trapper，配音）[7]
- 羅伯特·霍馬（Robert Homer）飾演文斯／生化警察（Vince / Bio-Cop）[7]
- 馬修·甘迺迪（Matthew Kennedy）飾演柯爾特斯（Kortex）[8]
- 肯尼斯·威爾許（英语：Kenneth Welsh）飾演旁白／審判者（Judicator，配音）[9]

## 製作

### 發展
《惡爛狂人》由Astron-6人物史蒂芬·卡斯坦斯基執導兼編劇，從小就泡在影帶商店的他，閱片無數，包括兒少不宜的R級電影；一些暴力和殘酷的橋段深深震撼到年幼的卡斯坦斯基，《惡爛狂人》成為心理陰影的寫照。故事靈感來自卡斯坦斯基在觀看《狂魔雷克斯》（1986年）時腦海浮現了古老邪惡之身復活的構想，喜歡結合激烈科幻恐怖動作片和偏遠郊區的家庭冒險片的他，將此構想與《E.T.外星人》（1982年）合併，類似《決勝時空戰區》（1987年）與《郊區突擊隊》（1991年）。精神病高曼（Psycho Goreman，簡稱）被設定成邪惡的太空軍閥，概念源於卡斯坦斯基以前的疑惑：「如果不是友好的外星人，而是個暴力的自大狂，會是什麼樣子？」考慮到該角需要小孩來與他交鋒，並由小孩主導故事，導演構想了充滿個性且將自身帶入怪異世界的小女孩咪咪（Mimi），小孩與的互動成為電影的核心。
卡斯坦斯基小時候著迷於《魔鬼終結者2》（1991年）中身為小孩的約翰·康納和惡棍型角色T-800之間的友誼，「我會幻想與骷髏王、密卡登、眼鏡蛇指揮官以及每次星期六早晨的卡通惡棍一起出去玩，總比傳統英雄更感興趣。」他補充，源於對80和90年代低預算電影的熱愛，「我喜歡將太空歌劇與郊區平庸進行對比」，這些電影因預算限制迫使製片方將史詩故事設定於現實社會中，包括《決勝時空戰區》和《魔誡奇兵2》（1991年）。藉由結合血腥暴力、現實世界的後果和R級尺度，同時用上自己年幼在後院玩耍的瘋狂光景，導演企圖將《惡爛狂人》顛覆兒童電影的侷限。在朋友的引薦下，卡斯坦斯基吸引了製片人史都華·F·安德魯斯（Stuart F. Andrews）和傑西·克里斯滕森（Jesse Kristensen）投資，金額比導演以往執導的電影都高，但仍以低成本製作。他們與製片人香農·漢默（Shannon Hanmer）以及TIFF午夜瘋狂（TIFF Midnight Madness）的程式設計師彼得·卡普洛斯基（Peter Kuplowsky）合作，整部電影耗費近兩年的開發、製作和後期製作；之後前往2019年日舞影展兜售版權。

### 選角
妮塔-喬西·漢納（Nita-Josee Hanna）飾演咪咪，我行我素且足以令父母和哥哥害怕的聰明人，總想著對自己的好處。漢納是最早參與試鏡的演員，雖然一開始不受導演中意，但卡斯坦斯基能看出她的專業水準勝過其他人，而再度找對方回來參加後續的試鏡。歐文·邁爾（Owen Myre）飾演咪咪的哥哥路克（Luke），常被前者欺壓；但邁爾表示路克與現實的自己不同，不會讓姊姊或妹妹如此得逞，「為了準備，我只是故裝害怕一切，路克在整部片中都有種顫抖的聲音，成效十足。」卡斯坦斯基表示咪咪和路克是電影的關鍵，合適的選角決定電影成敗。被變異成「生化警察」（Bio-cop）的員警由羅伯特·霍馬（Robert Homer），他先前曾在卡斯坦斯基的2012年短片《生化警察》中出演同角。但導演解釋，生化警察僅僅作為小配角登場，與短片的角色無關。Astron-6代表成員亞當·布魯克（Adam Brooks）飾演父親葛瑞格（Greg）。YouTube知名團隊紅紙信傳媒的瑞奇·伊凡斯（Rich Evans）在片中客串演出；導演是紅紙信傳媒的粉絲而向伊凡斯提出邀約，對方同意並錄製了約15至20分鐘的語音檔，完成伊凡斯的客串。

### 拍攝及設計
電影2020年3月13日在加拿大安大略省聖凱瑟琳斯完成主要拍攝，剛好迴避COVID-19疫情的影響。卡斯坦斯基以往的作品總是被要求設定在美國，但《惡爛狂人》決定不再延續這點，絲毫不掩飾電影背景設定於加拿大。《惡爛狂人》和卡斯坦斯基過往的作品一樣豪不掩飾地展現對實體特效和低成本製作的熱愛，選擇不使用CGI。他利用在好萊塢和個人低成本電影中磨練出獨特的實體特效技術，在片中設計了超過15種怪物並親自動手製作道具，如主角精神病高曼（Psycho Goreman）、復仇天使潘朵拉（Pandora）、奸詐妖精黑暗吶喊（Dark Scream）、蛇形女巫希斯（Hiss）、狡猾的柯爾特斯（Kortex）和瘋狂的死亡捕手（Death Trapper）；現場創意特效總監克里斯·納許（Chris Nash）也負責怪物的道具製作。其中，飾演黑暗吶喊的亞歷克斯·鐘（Alex Chung）亦身兼武打編排。主要靈感來自日本的戰隊作品，如《假面騎士》或1995年電影《電腦黑魔》，卡斯坦斯基很喜歡日式皮套和生物設計。
的外貌設計過程漫長，導演想將該角塑造成能立即吸引孩童時期自己的目光；義大利漫畫繪師友人奧雷利歐（Aurelio）為卡斯坦斯基繪製了的初始草圖。卡斯坦斯基想讓該角結合《微星小超人》的卡扎男爵（Baron Karza）和《魔鬼戰士堡》（1983年）的莫拉薩爾（Molasar），再加上猛毒、達斯·維達、骷髏王、密卡登等惡棍的元素。奧雷利歐在身上設計了許多發光的裂縫，製作團隊利用紫外線塗料呈現，每隔一段時間就會用紫外線照射，讓粉紅色裂縫更加突出。由馬修·尼納貝爾（Matthew Ninaber）飾演，史蒂文·布拉霍斯（Steven Vlahos）負責配音。尼納貝爾面部被塗料外，還裝上了隱形眼鏡和假牙，此妝容對演員而言感到厚重。參與生物設計具備耐心和適應，演員每天都得穿著戲服和化妝，且在拍攝時只休息了一天。卡斯坦斯基讚賞尼納貝爾的表現，雖然認為對方可能對自己的裝扮不滿，但仍敬業完成表演。

## 音樂
電影配樂由音樂三人組閃電戰//柏林作曲，先前曾在《恐懼虛空》（2016年）與卡斯坦斯基合作。瓦斯沃克唱片公司（Waxwork Records）在2021年1月22日發售原聲帶黑膠唱片，2021年2月5日發行數位版。閃電戰//柏林在配樂中運用上介紹旁白、誇張的管弦樂音調、合成器、以80年代為靈感的搖滾風民謠、失真的吉他和大聲的打擊樂。
| 曲目列表 | 曲目列表                 | 曲目列表 |
| 曲序     | 曲目                     | 时长     |
| -------- | ------------------------ | -------- |
| 1.       | 很久以前（Many Moons Ago）             | 0:52     |
| 2.       | 普拉西迪克的寶石（The Gem of Praxidike）     | 1:53     |
| 3.       | 精神病高曼主題曲（Psycho Goreman's Theme）     | 3:04     |
| 4.       | 命名遊戲（The Name Game）             | 1:35     |
| 5.       | 吉格克斯議會（The Council of Gigax）         | 2:28     |
| 6.       | 百萬死亡的記憶（A Million Dead Memories）       | 3:34     |
| 7.       | 滾蛋！（Frig Off!）               | 1:45     |
| 8.       | 夢魘領域（The Nightmare Realm）             | 2:13     |
| 9.       | 黑曜石聖騎士（The Paladins Obsidian）         | 3:37     |
| 10.      | 去拿下他們老兄（Go Get 'em Dude）       | 2:14     |
| 11.      | 決戰在即（The Final Battle Is at Hand）             | 3:07     |
| 12.      | 瘋狂球（Crazy Ball）               | 1:17     |
| 13.      | 驟變（）                 | 3:17     |
| 14.      | 大人該做的事（The Grownup Thing to Do）         | 1:47     |
| 15.      | 兩隻手，一顆心（Two Hands, One Heart）       | 1:11     |
| 16.      | 精神病高曼（簡稱PG）（Psycho Goreman (P.G. for Short)） | 2:55     |
| 总时长： | 总时长：                 | 36:49    |

## 發行
《惡爛狂人》最初計劃2020年3月在西南偏南影展首映，之後該影展因COVID-19疫情影響取消。10月7日，電影在美國洛杉磯的超越影展（Beyond Fest）首映，也登上錫切斯影展、怪物影展和費城影展放映。發行權由RLJE影業和Shudder取得，2021年1月22日在加拿大和美國院線上映，同時上線VOD；電影亦可透過Amazon Prime Video和iTunes取得。全球票房達9.5萬美元。2020年3月3日，官方發表首支預告片。2020年12月11日，釋出最終版預告片。
限量版DVD和藍光在2021年3月16日發售。同日，恐怖片周邊公司「破裂恐怖粉」（Broke Horror Fan）在導演批准下透過威特娛樂（Witter Entertainment）發行了限量150套《惡爛狂人》VHS，不到10分鐘內售罄。破裂恐怖粉代表亞歷克斯·迪文森佐（Alex DiVincenzo）表示：「這是我們三年來最快、最徹底的售罄......所有流量令網站崩潰。」同時補充會在今年內重新上架。隨電影上映，公司取得版權發行週邊商品，包括和潘朵拉的可動人偶。

## 反響

### 評價
《惡爛狂人》在影評界收穫正評居多，並因在恐怖圈中受到愛戴而迅速取得邪典電影地位。評論匯總網站爛番茄根據82條評論，該片新鮮度91%，均分7.20／10；該網站共識：「《惡爛狂人》片如其名帶來格外俗氣的午夜電影，過頭且極為怪異。」在Metacritic上根據13條評論而獲得67分，代表「普遍好評」。
《环球邮报》的巴瑞·赫茲（Barry Hertz）盛讚：「導演利用很少的資源，打造了色彩繽紛、令人驚豔的史詩宇宙，填滿外星風情、活力的場面和奇幻的生物設計，在創新和衍生之間取得了恰到好處的平衡。電影可謂多采多姿，看你能否碰巧對上卡斯坦斯基極為特立獨行的頻率。」歐文·葛雷博曼在《綜藝》寫道：「在全科技時代，看見電影人一磚一瓦從頭打造特效真是有趣。《惡爛狂人》在諷刺方面不如《異星戰場》，但仍是合格有趣的廉價反諷消遣，那份該死的低廉正是些許的魅力來源。」《論壇報》的威爾·湯普森（Will Thompson）稱電影為「即刻經典」，指出故事令人聯想到眾多80年代兒童面向作品，如《開錯鬼門關》（1987年）、《郊區突擊隊》以及電視劇《皮特和帕特的冒险》（1991年至1996年）。
Bloody Disgusting網站的梅根·納瓦羅（Meagan Navarro）給予本片3.5顆骷髏（滿分5顆），在評論中稱讚了特效和幽默，但指出人類角色和家庭衝突不討喜也不必要，總結：「到片尾職員表滾動和90年代風格的饒舌片尾開始時，我們可能不會關心人類主角，但（《惡爛狂人》）確實令你希望看到多點以及他持續對統治宇宙的追求。」《奧斯汀紀事》的李察·惠特克（Richard Whittaker）從滿分5星給出3星，評論：「正如《恐懼虛空》是對黏糊糊的恐怖觸手致敬，《惡爛狂人》則是電視頻道在週六早晨上演的《金剛戰士》重播。」《Paste》雜誌的瑪麗·貝絲·麥克安德魯（Mary Beth McAndrews）稱電影為「從硬科幻到家庭喜劇的極端色調轉變對某些人而言非常怪異，但卡斯坦斯基從不遮掩本片荒謬的一面……可笑的樂趣正當必要之時爆發。」Knotfest網站的尼可拉斯·德爾加迪羅（Nicolás Delgadillo）讚賞本片風格及創意獨一無二、有趣且值得深入探討。
IGN網站的拉斐爾·莫塔馬約爾（Rafael Motamayor）認為本片的成功多數歸功於咪咪一角；稱「她可能比夢魘大公更像一頭怪物」，「在演員漢納的詮釋下，咪咪令人氣憤、脾氣夠壞，最後還贏到了一點欽佩，且無論身份地威脅、侮辱、貶低和懲罰周遭的每個人；她像一樣最喜歡的就是掌權並使人害怕。」《Inverse》雜誌的傑克·克萊曼（Jake Kleinman）則認為與創意且精美的科幻怪物相比，所有人類角色糟糕且無法令人信服：咪咪即使面對一名7英尺高的嗜血惡魔也毫不動搖；笨手笨腳、無能的父親立場轉變突兀。但總結：「卡斯坦斯基發掘了次級實體特效的力量，以一種即使是漫威也無法比擬的方式來取悅科幻迷。如今若有人能賞賜他一份更好的劇本，真正的神作便得以在2020年代結束前誕生。」
反之，羅傑·伊伯特網的賽門·亞伯拉罕（Simon Abrams）從滿分4星中只給予本片1.5星，並寫道：「不夠聰明或活潑，頂多帶來斷斷續續的趣味，尤其鑒於煞費苦心為某橋段鋪路，卻花了不少時間只用於嘲諷角色的通稱。」《偏锋杂志》的派特·布朗（Pat Brown）給出2星（滿分4星）的中等評價，評《惡爛狂人》為「半開玩笑的恐怖盛宴」但「有點空洞的電影」。
電影在日本正式上映前，參與試映的漫畫家藤本樹表達對本片的喜愛，稱「年度最有趣的電影」，並專此繪製粉絲海報。2021年8月Den of Geek網站評選年度十大佳片，將「意外之喜」的《惡爛狂人》排在第九名。

### 獎項
| 入圍獎項                           | 入圍獎項         | 入圍獎項              | 入圍獎項 | 入圍獎項 | 入圍獎項 |
| 獎項                               | 類別             | 得獎者或提名者        | 結果     | 來源     |          |
| ---------------------------------- | ---------------- | --------------------- | -------- | -------- | -------- |
| 賽璐珞尖叫－謝菲爾德恐怖影展觀眾獎 | 最佳長片         | 史蒂芬·卡斯坦斯基（） | 獲獎     | [ 47 ]   |          |
| 怪物影展觀眾獎                     | 不適用           | 史蒂芬·卡斯坦斯基（） | 獲獎     | [ 48 ]   |          |
| 怪物影展觀眾獎                     | 怪物票選最佳影片 | 史蒂芬·卡斯坦斯基（） | 獲獎     | [ 48 ]   |          |
| 費城影展觀眾獎                     | 最佳敘事長片     | 史蒂芬·卡斯坦斯基（） | 獲獎     | [ 48 ]   |          |
| 錫切斯加泰隆尼亞國際影展獎         | 午夜極限最佳影片 | 史蒂芬·卡斯坦斯基（） | 提名     | [ 48 ]   |          |

## 未來
電影上映後，據傳編導卡斯坦斯基將開發續集或衍生作，本人也證實有意為之，演員漢納及邁爾都有興趣回歸參與續集。

## 備註
1. ↑  與丹尼·迪恩合作。
2. ↑  與羅迪·沃克合作。
3. ↑  與李利·凱撒合作。

## 外部連結
- 官方网站
- 互联网电影数据库（IMDb）上《惡爛狂人》的资料（英文）
- 爛番茄上《惡爛狂人》的資料（英文）
- Metacritic上《惡爛狂人》的資料（英文）
- 豆瓣电影上《惡爛狂人》的資料 （简体中文）